# Campodorus taigator
Campodorus taigator là một loài tò vò trong họ Ichneumonidae.